# Liste der Stolpersteine in Berlin-Köpenick
Die Liste der Stolpersteine in Berlin-Köpenick enthält die Stolpersteine im Berliner Ortsteil Köpenick im Bezirk Treptow-Köpenick, die an das Schicksal der Menschen erinnern, die im Nationalsozialismus ermordet, deportiert, vertrieben oder in den Suizid getrieben wurden. Die Spalten der Tabelle sind selbsterklärend. Die Tabelle erfasst insgesamt 25 Stolpersteine und ist teilweise sortierbar; die Grundsortierung erfolgt alphabetisch nach dem Familiennamen.
| Bild | Name              | Adresse und Koordinate ()                             | Adresse und Koordinate () | Verlegedatum  | Leben |
| ---- | ----------------- | ----------------------------------------------------- | ------------------------- | ------------- | --- |
|      | Bruno Bernstein   | Alt-Köpenick 18                                       | 52.446111 13.574722       | 7. Juni 2005  | Bruno Bernstein wurde am 22. August 1879 in Neidenburg geboren. Er studierte Zahnmedizin in Berlin und arbeitete ab Beginn des 20. Jahrhunderts als Zahnarzt. 1909 wurde er zum Stellvertreter des Vorstandes der „Synagogengemeinde Cöpenick“ gewählt. Auf Grundlage der Nürnberger Gesetze war er gezwungen, seine Praxis aufzugeben und sein Mandat in der Preußischen Zahnarztkammer niederzulegen. Er musste aus Köpenick wegziehen und durfte nur als „Zahnbehandler nur für Juden“ tätig sein. Er wurde am 2. März 1943 mit dem 32. Osttransport nach Auschwitz deportiert, wo er als verschollen gilt. |
|      | Rosa Bernstein    | Alt-Köpenick 18                                       | 52.446112 13.574722       | 7. Juni 2005  | Rosa Bernstein wurde am 8. Dezember 1879 in Berlin als Rosa Stein geboren. Sie wurde am 17. März 1943 zunächst nach Theresienstadt deportiert, am 18. Mai 1944 wurde sie weiter nach Auschwitz verschleppt. Dort gilt sie als verschollen. |
|      | Emilie Cohn       | Alt-Köpenick 34                                       |                           | 6. Juni 2013  | |
|      | Clara Ehrmann     | Wendenschloßstraße 172 (ehem. Wendenschloßstraße 62)  | 52.436111 13.582222       | 27. Apr. 2012 | |
|      | Georg Eppenstein  | Salvador-Allende-Straße 43 (ehem. Achenbachstraße 83) | 52.444722 13.593056       | 21. Juni 2004 | Georg Eppenstein wurde am 7. Dezember 1867 in Berlin-Nikolassee geboren. Seit 1928 betrieb der promovierte Chemiker an dieser Adresse die Ruilos Knoblauch Verwertung GmbH und wohnte hier mit seiner Frau und seiner Tochter. Obwohl er konfessionslos war, wurden er und seine Familie bereits im Frühjahr 1933 antisemitisch beschimpft. Während der Köpenicker Blutwoche wurde Georg Eppenstein am 21. Juni 1933 von zwei SA-Leuten aus seiner Wohnung geholt und noch vor dem Haus misshandelt. Anschließend wurde er in das Lokal Demuth verschleppt und weiter misshandelt, bevor er in das Amtsgerichtsgefängnis Köpenick gesperrt wurde. Als er von dort entlassen wurde, konnte er aufgrund der erlittenen Verletzungen weder sehen noch hören. Am 3. August 1933 erlag er in der Charité seinen Verletzungen. Dies war der erste Stolperstein im Bezirk Treptow-Köpenick. Der Stolperstein wurde bei Bauarbeiten beschädigt und am 23. März 2010 durch einen neuen ersetzt. |
|      | Paul von Essen    | Essenplatz 9                                          |                           | 2. Dez. 2013  | Opfer der Köpenicker Blutwoche |
|      | Julius Fromm      | Friedrichshagener Straße 38–39                        | 52.451667 13.586389       | 18. Okt. 2014 | Julius Fromm wurde 4. März 1883 als Israel Fromm in Konin geboren. Er emigrierte, nach dem Zwangsverkauf seines Unternehmens 1938, mit seiner Familie nach London, wo er am 12. Mai 1945, wenige Tage nach dem Kriegsende in Europa, verstarb. |
|      | Lydia Gusyk       | Hirschgartenstraße 2                                  | 52.456919 13.59641        | 27. Apr. 2012 | |
|      | Max Gusyk         | Hirschgartenstraße 2                                  | 52.456918 13.59641        | 27. Apr. 2012 | |
|      | Erich Janitzky    | Schmausstraße 2                                       |                           | 2. Dez. 2013  | Opfer der Köpenicker Blutwoche |
|      | Götz Kilian       | Heidekrugstraße 67                                    | 52.460448 13.595          | 7. Juli 2008  | Opfer der Köpenicker Blutwoche |
|      | Heinrich Kohn     | Mahlsdorfer Straße 94                                 |                           | 6. Juni 2013  | |
|      | Ruth Kohn         | Mahlsdorfer Straße 94                                 |                           | 6. Juni 2013  | |
|      | Vera Kohn         | Mahlsdorfer Straße 94                                 |                           | 6. Juni 2013  | |
|      | Bruno Lüdke       | Grüne Trift 32A                                       | 52.461518 13.58863        | 28. Aug. 2021 | |
|      | Franz Mirauer     | Janitzkystraße 37                                     | 52.461518 13.58863        | 26. März 2010 | |
|      | Gertrud Mirauer   | Janitzkystraße 37                                     | 52.461517 13.58863        | 26. März 2010 | |
|      | Tana Mirauer      | Janitzkystraße 37                                     | 52.461518 13.58862        | 26. März 2010 | |
|      | Paul Pohle        | Pohlestraße 12                                        |                           | 2. Dez. 2013  | Opfer der Köpenicker Blutwoche |
|      | Anton Schmaus     | Schmausstraße 2                                       |                           | 2. Dez. 2013  | Das SPD-Mitglied Anton Schmaus ist eines der Opfer der Köpenicker Blutwoche. Bei der Stürmung des Hauses der Familie Schmaus durch ein SA-Rollkommando erschoss der 22-jährige Anton Schmaus in Notwehr drei SA-Männer. Später stellte er sich selbst der Polizei. Während der Überführung ins Polizeipräsidium schossen ihn SA-Leute an. An diesen Verletzungen verstarb Anton Schmaus am 16. Januar 1934. |
|      | Johann Schmaus    | Schmausstraße 2                                       |                           | 2. Dez. 2013  | Opfer der Köpenicker Blutwoche |
|      | Johannes Stelling | Stellingdamm 36                                       |                           | 2. Dez. 2013  | Opfer der Köpenicker Blutwoche |
|      | Werner Sylten     | Ostendorfstraße 19                                    | 52.42 13.59028            | 12. Dez. 2006 | Werner Sylten (* 9. August 1893 in Hergiswil am See, Schweiz; † 12. August 1942 in der NS-Tötungsanstalt Hartheim in Oberösterreich) |
|      | Berta Zernick     | Mandrellaplatz 1                                      | 52.45574 13.58061         | 26. März 2010 | |
|      | Friedrich Zernick | Mandrellaplatz 1                                      | 52.455741 13.58061        | 26. März 2010 | |